# Zuma (Raumfahrtmission)
Zuma und Mission 1390 sind Codenamen einer Raumfahrtmission mit geheimem Zweck im Auftrag der US-amerikanischen Regierung. Eine Fracht des Rüstungskonzerns Northrop Grumman, gemäß Technikmagazin Wired ein Satellit, wurde am 8. Januar 2018 in den erdnahen Weltraum befördert.

## Vorbereitungen und Start
Im Jahr 2015 beauftragte Northrop Grumman das US-Raumfahrtunternehmen SpaceX mit dem Transport per Falcon-9-Rakete. Im April 2017 wurde der Startzeitraum auf den 1.–30. November desselben Jahres festgelegt. Nachdem die Rakete bereits auf der Rampe 39A des Kennedy Space Center in Florida aufgerichtet worden war, wurde der Start für unbestimmte Zeit verschoben und die Rakete wieder von der Rampe entfernt. Als Grund dafür gab SpaceX mögliche Probleme mit der Nutzlastverkleidung an, die bei einer Überprüfung für einen anderen Kunden aufgefallen seien.

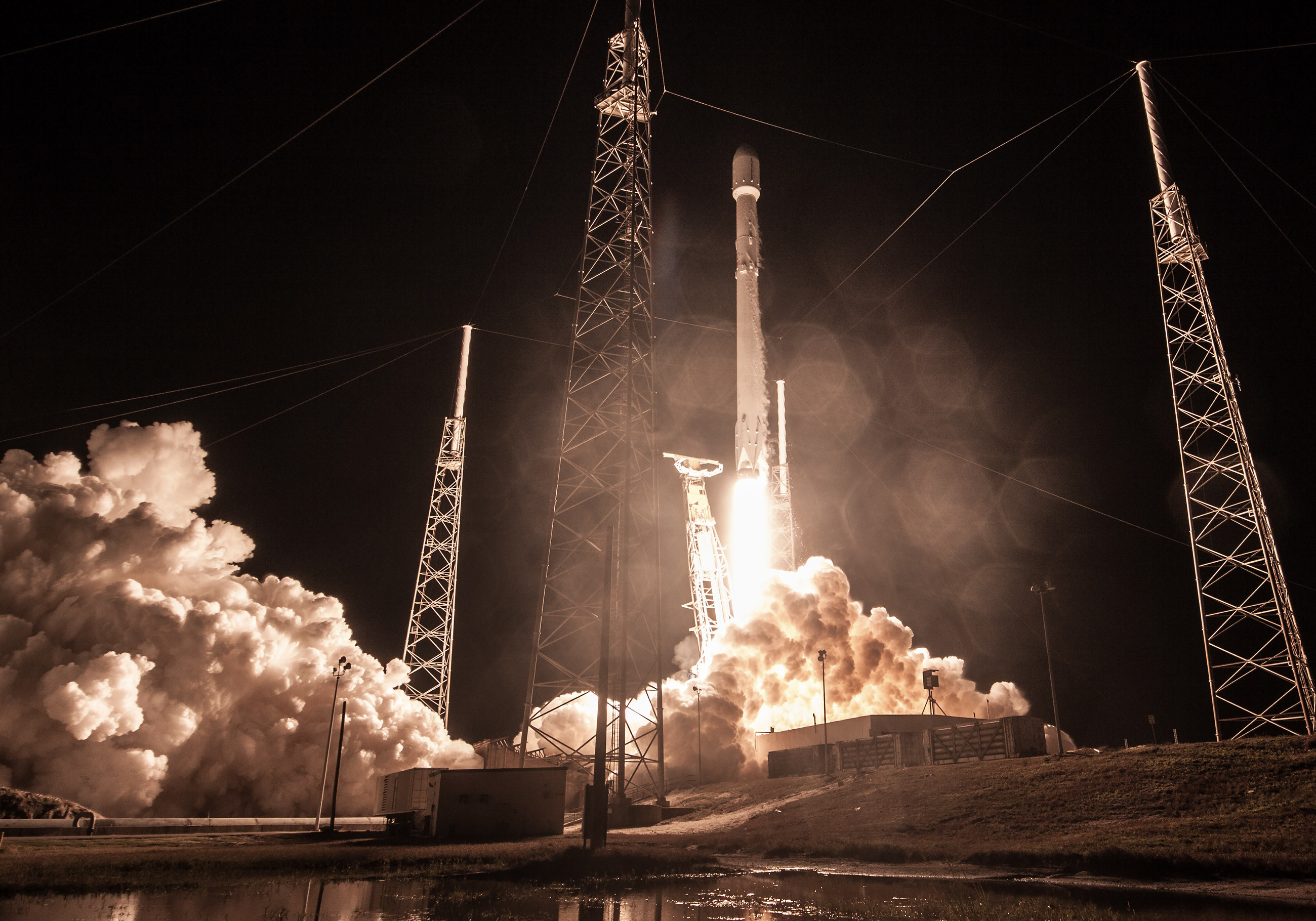
Zuma-Start

Am 8. Januar 2018 um 1:00 Uhr (UTC) erfolgte schließlich der Start von der Rampe 40 der benachbarten Cape Canaveral Air Force Station. Die offizielle (Live-)Berichterstattung endete mit der Information, dass die Nutzlastverkleidung von der zweiten Raketenstufe abgeworfen worden sei, und mit der Übertragung der Landung der ersten Stufe auf der Landing Zone 1 von Cape Canaveral. Northrop Grumman bestätigte, dass die Nutzlast auf dem Weg in eine erdnahe Umlaufbahn sei. Gegen 3:15 Uhr (UTC) wurde über dem Sudan ein auffälliges Objekt gesichtet, bei dem es sich vermutlich um die zweite Stufe der Falcon-Rakete handelte, kurz vor ihrem geplanten Absturz im südlichen Indischen Ozean.
SpaceX gab an, die Rakete habe einwandfrei funktioniert („Falcon 9 performed nominally“; „Falcon 9 did everything correctly“), und die nächsten Falcon-9-Starts würden wie geplant stattfinden. Es handelte sich demnach um den 45. erfolgreichen Start einer Falcon-9-Rakete, die 21. erfolgreiche Landung der ersten Stufe und die erste von etwa 30 geplanten SpaceX-Missionen im Jahr 2018. Die Erststufe der Rakete (Baunummer 1043) wurde am 22. Mai 2018 erfolgreich für den Start von fünf Iridium-Next-Satelliten sowie von GRACE-FO wiederverwendet.
Das National Reconnaissance Office, zuständig für das militärische Satellitenprogramm der USA, bestritt eine Verantwortung für Zuma. Die Gesamtkosten der Mission wurden auf 3,5 Milliarden US-Dollar geschätzt.

## Gerüchte über einen Fehlschlag
Noch am Tag des Starts kursierten im Internet Gerüchte über einen Fehlschlag der Mission. Am nachfolgenden Tag berichteten die Medien unter Berufung auf nicht namentlich genannte US-Regierungsmitarbeiter, es habe eine Fehlfunktion der zweiten Raketenstufe bzw. ein Problem beim Aussetzen der Nutzlast in ihre Umlaufbahn gegeben; sie sei zusammen mit der zweiten Stufe ins Meer gefallen bzw. verglüht. Verschiedene Beobachter wiesen darauf hin, dass der Nutzlastadapter, der die Fracht mit der zweiten Stufe verbindet, von Northrop Grumman gebaut worden sei. Es sei demnach möglich, dass der von SpaceX zu verantwortende Start erfolgreich verlaufen sei, die Zuma-Fracht sich dann aber nicht von der Rakete getrennt habe.
Der Kommandant des Space and Missile Systems Center der US Air Force gab zwei Wochen nach dem Start bekannt, dass die Analyse der vorliegenden Daten keinen Anlass gegeben habe, die Zertifizierung der Falcon 9 für militärische Missionen einzuschränken. In den Medien wurde dies als eine Bestätigung für einen erfolgreichen Raketenstart gewertet, soweit er in der Verantwortung von SpaceX lag.
Das Wall Street Journal berichtete im April 2018 unter Berufung auf eine nicht namentlich genannte Quelle, „Experten der Regierung und aus der (Raumfahrt-)Industrie“ seien vorläufig zu dem Ergebnis gekommen, dass die Nutzlast sich wegen einer Fehlfunktion des Adapters nicht von der zweiten Stufe gelöst habe. Northrop Grumman habe den Adapter von einem Zulieferer gekauft und überarbeitet.